# Kostel svatého Ondřeje (Sány)
Kostel svatého Ondřeje v Sánech je pozdně empírová stavba z 20. let 19. století. Jedná se o farní kostel farnosti Sány v kutnohorsko-poděbradském vikariátu královéhradecké diecéze. Kostel není památkově chráněn.

## Historie
V roce 1352 je v Sánech doložen tzv. vlastnický kostel, postavený zřejmě na místě ještě starší dřevěné sakrální stavby. Kostel byl součástí někdejší místní tvrze. Historický gotický kostelík postupně velmi sešel, a nakonec byl v roce 1824 z iniciativy tehdejšího sánského duchovního správce R.D. Petra Jakoubka zbořen. Jedním z důvodů měly být i malby a nápisy v interiéru kostela, pocházející z reformačního období, kdy kostel přechodně sloužil protestantům. Malby měly být provedeny natolik pečlivě, že je nebylo možno zabílit, nebo seškrábat. V období národního obrození, s nímž se pojil také značný zájem o českou národní historii, se tato iniciativa místního kněze, který nechal zničit de facto nejvýznamnější památku ve vsi, logicky nesetkala s přílišným pochopením. To lze doložit z některých zápisů sánské obecní kroniky z té doby.
Farář Jakoubek sloužil mši sv. u Vokounů neb Matějků v čís. dom. 39. Zemřel při bourání znamenité památky, o jejíž vyhubení byl se přičinil, nového kostela se nedočkav. Tento byl vystavěn rok potom.
Obecní kronika Sány
Na místě starého kostela byl v letech 1824-1829 vystavěn empírový kostel jako úplná novostavba bez využití starších konstrukcí. V této podobě již kostel zůstal, pozdější úpravy probíhaly již pouze v interiéru.
V roce 1942 byl kostel nově vymalován a z darů farníků byly pořízeny vitráže do oken. V roce 1974 byl odstraněn zchátralý hlavní oltář, který v duchu reforem druhého vatikánského koncilu byl nahrazen jednoduchým bezslohovým oltářním stolem a do místa původního oltáře byl pouze zavěšen kříž s ukřižovaným Kristem. Z původního hlavního oltáře zůstal v kostele obraz svatého Ondřeje, který byl zavěšen na bok lodi mimo presbytář. Zachovány byly také empírové boční oltáře sv. Ludmily a sv. Jana Nepomuckého, jakož i malý bezslohový boční oltář Srdce Ježíšova, pocházející zřejmě z první poloviny 20. století. Po zrušení hlavního oltáře začal být právě oltář Srdce Ježíšova používán k uchovávání Eucharistie.

## Stavební podoba
Kostel je jednolodní empírová stavba s užším presbytářem, který je zvnějšku uzavřen segmentově, v interiéru půlkruhově. Nad vstupním průčelím se tyčí mohutná věž, ve které se nacházejí dva zvony ze 16. století, které jsou de facto jedinou památkou na kostel původní. Zařízení kostela je jednoduché, zřejmě z počátku 20. století.

## Okolí kostela
Kostel se nachází v původním historickém centru obce Sány. Vlivem pozdějšího stavebního vývoje se dnes jedná spíše o její severní okraj. V bezprostředním okolí kostela se rozkládá nevelký starý místní hřbitov, zrušený v souvislosti s výstavbou nového kostela v 19. století. Severně od kostela stojí v zahradě budova bývalé místní fary (č.p. 6), stojící snad v místech někdejší sánské tvrze (nyní soukromý majetek). Nedaleko za farní zahradou protéká řeka Cidlina. Na návsi před kostelem, u bývalé základní školy, se nachází pomník obětem světových válek. Zhruba 200 metrů západním směrem od kostela, na nároží ulic 9. května a Jana Čapka ze Sán, se nachází nový hřbitov, zřízený jako náhrada za původní pohřebiště v 19. století.